# Myrcia subglabra
Myrcia subglabra är en myrtenväxtart som beskrevs av Mcvaugh. Myrcia subglabra ingår i släktet Myrcia och familjen myrtenväxter.
Artens utbredningsområde är Bolivia. Inga underarter finns listade i Catalogue of Life.